# 파나케이아
파나케이아(Panacea)는 그리스 신화에 나오는 치료의 여신이다. 의술의 신 아스클레피오스와 에피오네 사이에서 태어났다고도 한다. 이 설에 따르면, 트로이 전쟁에 참전한 마카온과 포달레이리오스와는 남매 사이이며, 건강 또는 위생의 여신 히기에이아의 자매이다.

## 같이 보기
- 아폴론
- 에일레이티이아